# Centro Radio Astronomico internazionale di Ventspils
Il Centro Radio Astronomico internazionale di Ventspils (in lettone Ventspils Starptautiskais radioastronomijas centrs - abbreviato in VIRAC) è un ex impianto radioastronomico sovietico situato 30 km a nord di Ventspils, in Lettonia, presso la costa del Mar Baltico. L'installazione della struttura è rimasta segreta fino al 1993, dopo che la Lettonia ha riguadagnato l'indipendenza. La struttura è stata rilevata dall'Accademia lettone delle Scienze dopo il ritiro dell'esercito sovietico nel 1994. Da allora, i due radiotelescopi rimanenti sono stati riparati e rimodernati.

## Descrizione
Situato nei boschi di Irbene, distretto comunale di Ventspils, in Lettonia, il centro è stato fondato nel 1974 dai militari sovietici. Originariamente costituito da un telescopio di 32 metri, ad esso si affiliarono in seguito due telescopi più piccoli e un centro di comunicazione, noto come Zvezdochka, che significa "Piccola Stella". Le funzioni militari a cui doveva sopperire la sua costruzione non sono note: secondo l'ipotesi più accreditata, il radiotelescopio fu probabilmente eretto e poi usato dal KGB durante la Guerra Fredda per spiare le comunicazioni tra Europa e USA, come avvenne per una dozzina di strutture simili erette a Cuba, in Vietnam e in Ucraina. Trasformata in una struttura di ricerca scientifica negli anni '90, il 22 luglio 1994 divenne proprietà dell'Accademia lettone delle Scienze, prima di essere ceduta ad un'organizzazione indipendente, ora la Ventspils Augstskola, il 24 aprile 1996. Ora è noto come Centro internazionale di radioastronomia di Ventspils ("Ventspils Starptautiskais radioastronomijas centrs"), o Centro Radio Astronomico di Irbene.
Dal 2019, Indra Dedze è il direttore ad interim del centro, che ha sostituito Valdis Avotiņš.

## RT-32
RT-32 è un radiotelescopio parabolico alto 32 metri. È formato da oltre 20.000 componenti, e il cono centrale pesa 80 tonnellate. Il telescopio, completamente orientabile, osserva a lunghezze d'onda di centimetro. La combinazione tra dimensioni e ingegneristica di precisione rende l'antenna più grande particolarmente funzionale per gli scienziati. La struttura fu costruita da una fabbrica navale in Ucraina e gli interni ricordano una nave.
Il telescopio è fissato su una torre alta 25 metri. Ha una lunghezza focale di 11,45 m e uno specchio secondario di 2,5 m.

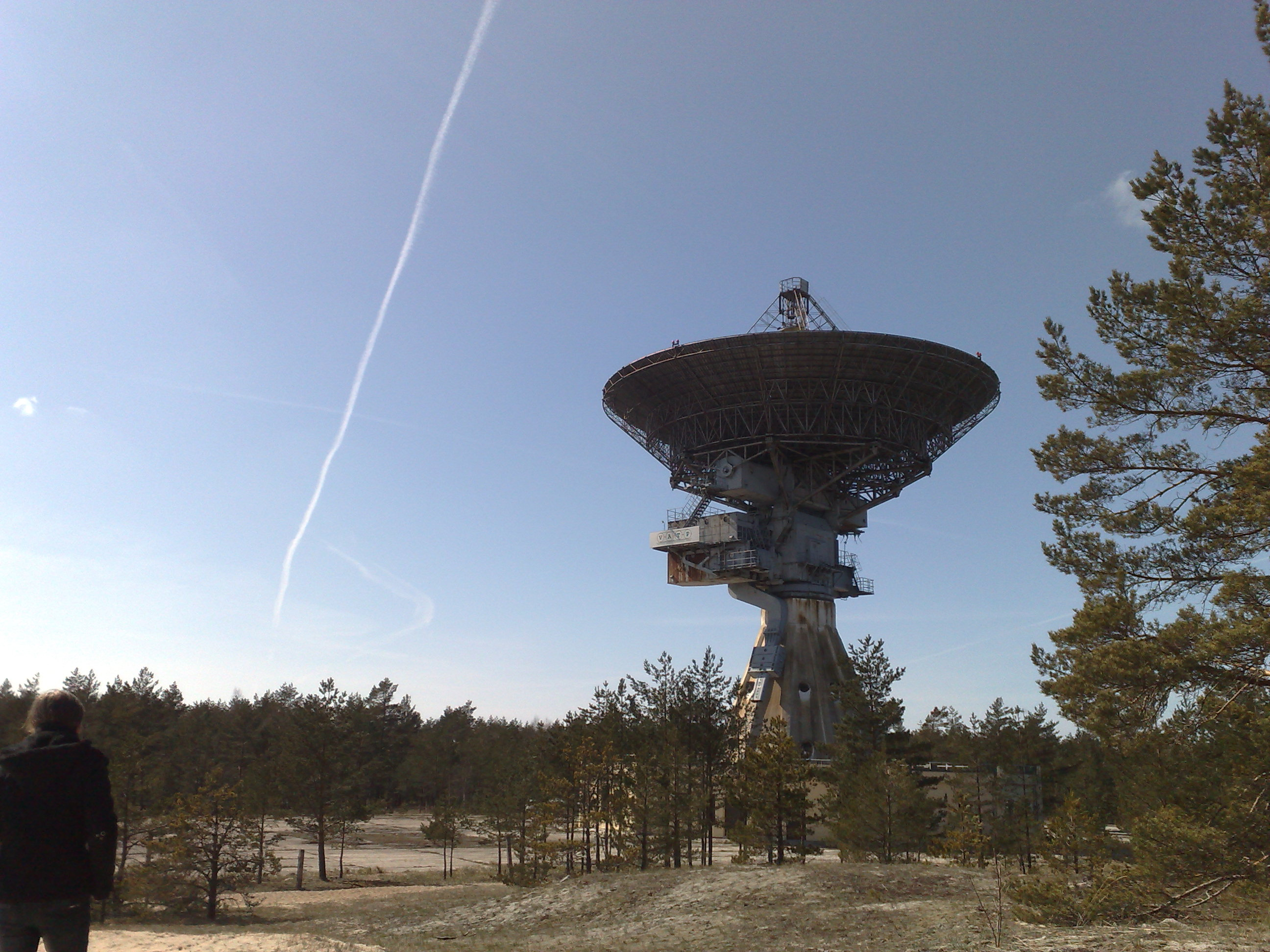
RT-32 vista da un'altra prospettiva

Alla sua prima ristrutturazione da quando è stato costruito, RT-32 è stato temporaneamente smantellato verso la fine del 2014 e trasferito in un edificio appositamente eretto perché potesse completarsi il restauro. L'aggiornamento include la ri-saldatura dei pannelli, la sostituzione delle parti arrugginite e la riparazione dei danni causati dalle intemperie (soprattutto quelli provocati da pioggia e fulmini) e dal passare degli anni. È stato previsto inoltre un rinnovamento (a breve ultimato) che permetterà al telescopio di consentirne il controllo in remoto e per poter effettuare osservazioni più precise e sensibili. Il restauro è costato complessivamente circa 16 milioni di euro, mentre il restauro dei pannelli del telescopio è costato circa 1,5 milioni; il restauro è stato finanziato dall'Unione europea, dal governo lettone e dal comune distrettuale di Ventspils su proposta di questi due ultimi a Bruxelles.

## RT-16
Il centro internazionale ospita anche un radiotelescopio parabolico di 16 metri.

## LOFAR
Dal 2019, l'osservatorio VIRAC di Irbene comprende una stazione LOFAR.